# Ritchiella asperata
Ritchiella asperata är en insektsart som först beskrevs av Bolívar, I. 1882.  Ritchiella asperata ingår i släktet Ritchiella och familjen gräshoppor. Inga underarter finns listade i Catalogue of Life.